# 일탈
사회학에서 일탈(deviance, 逸脫)은 사회적 규범을 위반하는 행동이나 행위를 의미한다. 이러한 일탈은 공식적으로 제정된 규칙에 대한 위반(예: 범죄)뿐만 아니라, 강제되지 않는 사회규범에 대한 위반(예: 관습, 풍속에 대한 거부)을 모두 포괄한다. 일탈은 제도화된 행동강령이나 규칙에서 정하는 것과 맞지 않는 행동 성향으로 묘사할 수 있다. 일탈이라는 용어 자체에 부정적인 의미가 내포되어 있지만, 사회적 규범에 대한 위반이 항상 부정적이게 비춰지는 것은 아니며, 긍정적 일탈이 특정한 상황에서 존재할 수 있다. 특정한 상황에서는 규범을 어기는 행동도 허용되거나, 긍정적으로 비춰질 수 있다.
사회적 규범은 사회에 따라서, 문화에 따라서 다른 형태로 나타난다. 한 사회 속에서 일탈로 간주되고, 제재나 처벌을 받을 수 있는 특정 행동이 다른 사회 속에서는 정상적인 행동으로 이해될 수 있다. 또한, 같은 사회 속에서도 시간이 지남에 따라 규범적 가치의 변화가 생기기 때문에 일탈로 여겨지던 행동이 더 이상 일탈로 받아들여지지 않을 수 있다.
특정 행동이 일어난 상황, 시간 및 장소가 그 행위가 일탈인지 아닌지 평가되는데 영향을 미친다. 이러한 영향은 상대주의로 설명된다. 살인은 일반적으로 엄중하게 다뤄지는 범죄 행위이지만, 전쟁 중이거나 자신을 방어하기 위한 한정적인 상황에서는 정부 개인의 정당방위를 인정해 살인죄로 처벌하지 않을 수 있다. 일탈 행동을 크게 본래적 범죄와 금지적 범죄의 두 가지로 분류할 수 있다.

## 일탈의 사회학
일탈 또는 일탈의 사회학 공식적으로 제정된 규칙(예: 범죄)에서 사회 규범을 위반하는 행위 및 행동을 탐구한다. 비공식적인 사회 규범 위반(예: 민속 등 거부)도 마찬가지이다. 일탈은 부정적인 의미를 가질 수 있지만, 사회 규범 위반이 항상 부정적인 행동은 아니며 일부 상황에서는 긍정적인 일탈이 존재한다. 규범이 위반되더라도 행동은 여전히 긍정적인 행동으로 분류되거나 허용될 수 있다.
사회 규범은 사회 전반과 문화권마다 다르다. 특정 행위나 행동은 일탈로 간주되어 한 사회 내에서 제재나 처벌을 받고 다른 사회에서는 정상적인 행동으로 간주될 수 있다. 또한 시간이 지남에 따라 사회 규범에 대한 한 사회의 이해가 변화함에 따라 일탈에 대한 집단적 인식도 변화한다.
일탈은 범행 장소나 범행 시간과 관련이 있다. 예를 들어 전쟁 중 또는 정당방위를 위해 정부가 허용하는 경우를 제외하고는 일반적으로 다른 사람을 죽이는 것은 잘못된 것으로 간주된다. 일탈 행위에는 두 가지 유형이 있다.

## 일탈의 유형
규범 위반은 공식적 일탈과 비공식적 일탈의 두 가지 형태로 분류할 수 있다. 공식적 일탈은 한 사회에서 법을 위반하는 범죄로 묘사될 수 있다. 비공식적 일탈은 사회생활의 불문율을 위반하는 경미한 위반이다. 도덕적으로 중요한 의미가 있는 규범은 더 많은 것이다. 비공식적 일탈에서는 사회적 금기에 반대하는 경향이 있다.
금기는 과반수에 의해 일탈로 간주되는 강력한 사회적 행동 형태이다. 공개적으로 말하는 것은 비난을 받기 때문에 거의 완전히 피할 수 있다. "타부"라는 용어는 "금지 중", "허용되지 않음", "금지됨"을 의미하는 통가어 "타푸"에서 유래했다. 일부 형태의 금기는 법에 따라 금지되며 위반 시 심각한 처벌을 받을 수 있다. 다른 형태의 금기는 수치심, 무례함, 굴욕감을 초래한다. 금기는 보편적이지는 않지만 대부분의 사회에서 발생한다. 그 예로는 살인, 강간, 근친상간 또는 아동 성추행이 있다.
라벨링 이론가인 하워드 베커는 다음과 같이 주어지는 네 가지 유형의 일탈 행동 레벨을 확인했다:
1. 개인의 '허위 고발': 다른 사람들은 개인이 순종적이거나 일탈적인 행동을 취하고 있다고 인식한다.
2. "순수한 일탈": 다른 사람들은 개인이 일탈적이고 규칙을 위반하는 행동에 참여하는 것으로 인식한다.
3. "적합": 다른 사람들은 개인이 사회 내에 분포된 사회 규범에 참여하고 있다고 인식한다.
4. "비밀 일탈": 개인이 일탈적이거나 규칙을 위반하는 행동에 참여하지 않는 것으로 인식되는 경우이다.

악의적인 규정 준수는 특별한 경우를 초래할 수도 있다.

## 일탈의 이론
일탈 행위는 개별성과 정체성을 주장하는 것이므로 지배적인 문화의 집단 규범에 대한 반란이자 하위 문화를 선호하는 것일 수 있다. 사회에서 개인이나 집단의 행동은 일탈자가 규범을 만드는 방법을 결정한다.
일탈 행동을 설명하는 세 가지 광범위한 사회학적 클래스, 즉 구조적 기능주의, 상징적 상호 작용 및 갈등 이론이 존재한다.

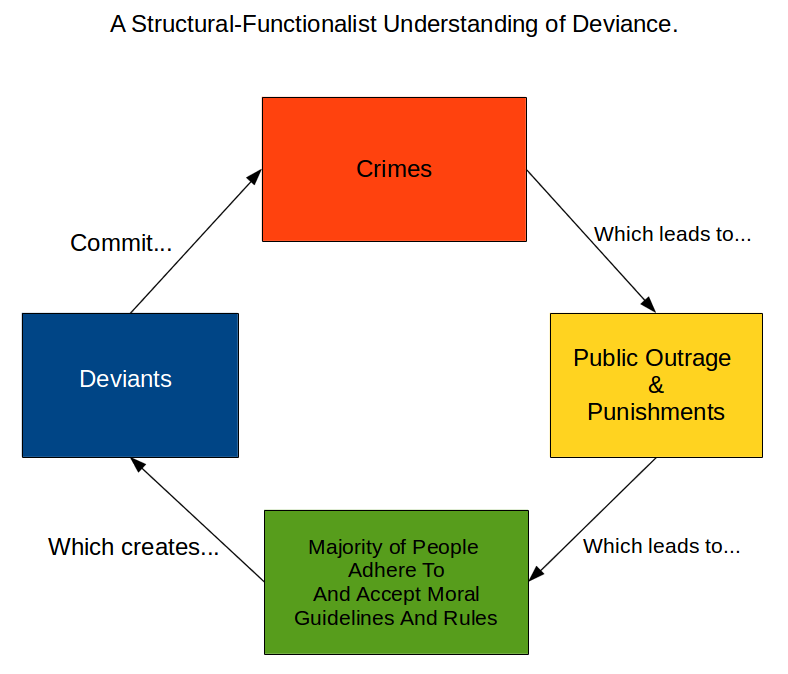
일탈에 대한 구조적 기능주의적 이해

### 구조적 기능주의
구조적 기능주의자들은 한 사회의 다양한 요소가 어떻게 결합되고 상호 작용하여 전체를 형성하는지에 대해 우려한다. 가장 주목할 만한 것은 에밀 뒤르켐과 로버트 머튼의 연구가 기능주의 이상에 기여했다는 점이다.

#### 자살에 대한 듀크하임의 규범 이론
에밀 뒤르켐은 일탈이 사실 사회 조직의 정상적이고 필수적인 부분이라고 주장했다. 그는 일탈의 네 가지 중요한 기능을 언급했다:
1. "기만함은 문화적 가치와 규범을 확인한다. 미덕에 대한 정의는 악에 대한 반대되는 생각에 달려 있다: 악이 없으면 선도 없고 범죄가 없으면 정의도 없다."[6]
2. 일탈은 도덕적 경계를 정의하고, 사람들은 일탈로 정의함으로써 옳고 그름을 배운다.
3. 심각한 형태의 일탈은 사람들이 함께 모여 같은 방식으로 대응하도록 강요한다.
4. 일탈은 사회의 도덕적 경계를 허물고, 이는 결국 사회 변화로 이어진다.

사회적 일탈이 자행되면 집단적 양심은 불쾌해진다. 뒤르켐(1897)은 집단적 양심을 한 사회 구성원들이 따르는 일련의 사회 규범으로 설명한다. 집단적 양심이 없었다면 제도나 집단에서 절대적인 도덕은 지켜지지 않았을 것이다.
사회 통합은 집단과 제도에 대한 애착이며, 사회 규제는 사회의 규범과 가치에 대한 애착이다. 뒤르켐의 이론은 사회적 일탈을 극단적인 사회 통합과 사회 규제의 원인으로 꼽는다. 그는 사회 통합과 사회 규제의 관계에서 네 가지 유형의 자살을 언급했다.
1. 이타적 자살: 너무 사회적으로 통합되어 있을 때 발생한다.
2. 이기적 자살: 사회적으로 잘 통합되지 않았을 때 발생한다.
3. 아노믹 자살: 목적이 없거나 절망감으로 인한 사회적 규제가 거의 없을 때 발생한다.
4. 치명적 자살: 사람이 너무 많은 사회적 규제를 경험할 때 발생한다.

#### 머튼의 변형 이론
로버트 K. 머튼은 변형/부유 이론의 일환으로 목표와 수단 측면에서 일탈에 대해 논의했다. 더크하임은 아노미가 사회 규범의 교란이라고 말하지만, 머튼은 한 걸음 더 나아가 사회적 목표와 이를 달성하기 위한 합법적인 수단이 일치하지 않는 상태를 아노미라고 말한다. 그는 사회적 기대에 대한 개인의 반응과 개인이 그러한 목표를 추구하는 수단이 일탈을 이해하는 데 유용하다고 가정했다. 특히 그는 집단 행동을 개인의 신체에서 긴장, 스트레스 또는 좌절에 의해 동기가 부여되며, 이는 사회의 목표와 이러한 목표를 달성하기 위해 대중적으로 사용되는 수단 사이의 단절로 인해 발생한다고 생각했다. 종종 비일상적인 집단 행동(폭동, 반란 등)은 변형을 통해 경제적 설명과 원인을 매핑하는 것으로 알려져 있다. 이 두 가지 차원은 이상적인 삶에 대한 사회의 인식인 문화적 목표와 개인이 문화적 목표를 열망할 수 있는 합법적인 수단인 제도화된 수단에 따라 사회에 대한 적응을 결정한다.
머튼은 사회적 목표의 수용 또는 거부와 이를 달성하기 위한 제도화된 수단 측면에서 5가지 유형의 일탈을 설명했다
1. 혁신: 부에 대한 우리 문화의 강조와 부자가 될 기회 부족으로 인해 발생하는 부담으로 인한 대응으로, 사람들은 마약을 훔치고 판매함으로써 '혁신가'가 된다. 혁신가들은 사회의 목표를 받아들이지만 사회적으로 허용되는 달성 수단은 거부한다(예: 금전적 성공은 범죄를 통해 얻는다). 머튼은 혁신가들은 대부분 순응주의자와 비슷한 세계관으로 사회화되었지만 사회의 목표를 합법적으로 달성하는 데 필요한 기회를 거부당한 사람들이라고 주장한다.
2. 순응주의자들은 사회의 목표와 이를 달성하기 위한 사회적으로 허용되는 수단(예: 열심히 노력하면 금전적 성공을 얻을 수 있다)을 받아들인다. 머튼은 순응주의자들은 대부분 중산층 일자리에 종사하는 중산층으로, 열심히 노력하여 금전적 성공을 거둘 수 있는 더 나은 교육과 같은 사회의 기회에 접근할 수 있었다고 주장한다. 머튼의 변형 이론에 따르면 순응주의자들만이 사회적 목표를 받아들인다.[13] 사회적 목표는 사회가 지시하는 경제적, 사회적 또는 계급주의적 성취를 의미한다.[13]
3. 의식주의란 문화적 목표에 도달하지 못해 해당 사람들이 더 큰 목표를 보지 못할 정도로 규칙을 수용하는 것을 말한다. 의식주의자들은 사회의 목표를 거부하지만 사회의 제도화된 수단을 받아들인다. 의식주의자들은 사회의 목표를 달성할 수는 없지만 사회의 성취 수단과 사회 규범을 고수하는 막다른 골목의 반복적인 직업에서 가장 흔하게 발견된다.
4. 후퇴주의는 문화적 목표와 수단을 모두 거부하여 해당 당사자가 "탈퇴"하도록 하는 것이다. 후퇴주의자들은 사회의 목표와 이를 달성하기 위한 합법적인 수단을 거부한다. 머튼은 사회의 가치와 항상 일치하지 않는 것을 달성하기 위해 일탈 행위를 저지르기 때문에 이들을 진정한 일탈자로 간주한다. 로버트 머튼의 변형 이론에 따르면 경제 하위 계층의 일탈은 종종 후퇴주의 일탈로 특징지어진다.[14]  머튼은 하층민의 노숙과 중독은 개인이 일과 경제 발전에 대한 욕구에 모두 반기를 든 결과라고 주장한다.[14]
5. 반란은 후퇴주의와 다소 유사한데, 문제의 사람들은 문화적 목표와 수단을 모두 거부하지만 한 걸음 더 나아가 이미 존재하는 다른 사회 질서(규칙 위반)를 지원하는 '반문화'로 나아가고 있기 때문이다. 반란군은 사회의 목표와 정당한 달성 수단을 거부하고 대신 사회의 목표와 수단을 대체할 새로운 목표와 수단을 만들어 달성해야 할 새로운 목표뿐만 아니라 다른 반란군이 받아들일 수 있는 이러한 목표를 달성할 수 있는 새로운 방법을 창출한다.

### 기호 상호 작용
기호적 상호 작용은 개인 간의 의사소통, 해석 및 조정 패턴을 의미한다. 청취자가 전달하는 언어적 반응과 비언어적 반응은 모두 원래 화자가 어떻게 반응할지 기대하기 위해 유사하게 구성된다. 현재 진행 중인 과정은 차라데 게임과 비슷하지만, 본격적인 대화일 뿐이다.
'상징적 상호작용주의'라는 용어는 인간의 삶과 인간 행동 연구에 대한 비교적 독특한 접근 방식의 라벨로 사용되기 시작했다. 상징적 상호작용주의에서 현실은 다른 사람과의 사회적, 발전된 상호작용으로 간주된다. 대부분의 상징적 상호작용주의자들은 물리적 현실이 개인의 사회적 정의에 의해 실제로 존재하며, 사회적 정의는 부분적으로 또는 "진짜"와 관련하여 발전한다고 믿는다. 따라서 사람들은 이 현실에 직접 반응하는 것이 아니라 현실에 대한 사회적 이해에 반응한다. 따라서 인간은 물리적 객관적 현실, 사회적 현실, 독특한 현실의 세 가지 현실로 존재한다. 독특한 현실은 사회적 현실에서 만들어진 세 번째 현실로, 다른 사람들이 현실을 통해 그 사람에게 보여주는 사적인 해석이다. 개인과 사회는 두 가지 이유로 서로 멀리 떨어져 있을 수 없다. 하나는 둘 다 사회적 상호작용을 통해 만들어지기 때문이고, 다른 하나는 그렇지 않은 용어로 이해할 수 없다는 것이다. 행동은 드라이브나 본능과 같은 환경의 힘에 의해 정의되는 것이 아니라 현재 제시되는 내적 인센티브와 외적 인센티브의 사회적으로 이해되는 반사적인 의미에 의해 정의된다.
허버트 블루머(1969)는 이러한 관점의 세 가지 기본 전제를 제시했다:
1. "인간은 사물에 부여하는 의미를 바탕으로 사물에 대해 행동한다"
2. "그런 것의 의미는 다른 사람 및 사회와 맺는 사회적 상호작용에서 유래하거나 그로부터 발생한다"
3. "이러한 의미는 당사자가 직면한 일을 처리할 때 사용하는 해석 프로세스에서 처리되고 수정된다"

#### 서덜랜드의 미분 연관성
에드윈 서덜랜드는 차별적 연관성 이론에서 범죄자는 범죄와 일탈 행동을 학습하며 일탈은 본질적으로 특정 개인의 본질에 속하지 않는다고 가정했다. 개인의 중요한 타인이 일탈 및 범죄 행동을 할 때 범죄 행동은 이러한 노출의 결과로 학습된다. 그는 범죄 행동은 다른 모든 행동을 학습하는 것과 동일한 방식으로 학습되며, 이는 범죄 지식의 습득이 다른 행동의 학습에 비해 고유하지 않다는 것을 의미한다고 주장한다.
서덜랜드는 기호와 아이디어의 커뮤니케이션을 사용하여 학습이 개인과 집단 간의 상호 작용에서 비롯된다는 아이디어를 포함하여 몇 가지 매우 기본적인 사항을 이론에 설명했다. 기호와 편차에 대한 아이디어가 불리한 것보다 훨씬 더 호의적일 때 개인은 일탈에 대해 호의적인 견해를 취하는 경향이 있으며 이러한 행동에 더 많이 의존하게 된다.
범죄 행동(동기 및 기술 지식)은 다른 종류의 행동과 마찬가지로 학습된다. 그 예로 도심 지역사회에서의 갱단 활동을 들 수 있다. 서덜랜드는 특정 개인의 주요 영향력 있는 동료들이 갱단 환경에 있기 때문에 범죄에 연루될 수 있다고 생각할 것이다.

#### 중화 이론
그레샴 사익스와 데이비드 매자의 중화 이론은 일탈자가 자신의 행동에 대한 대체적인 정의를 제공하고 특정 상황에서 행동에 대한 죄책감이 없는 것에 대해 자신과 다른 사람에게 설명을 제공함으로써 일탈 행동을 정당화하는 방법을 설명한다. 중화에는 5가지 유형이 있다.
1. 책임 부인: 일탈자는 자신이 무력하게 일탈에 가담했다고 믿으며, 같은 상황에서 다른 사람도 유사한 행동에 의존할 것이라고 믿는다
2. 부상 부인: 일탈자는 그 행동이 다른 개인이나 사회에 해를 끼치지 않았다고 믿으므로 일탈이 도덕적으로 잘못된 것이 아니라고 믿는다
3. 피해자에 대한 부인: 일탈자는 일탈을 받은 개인이 피해자의 미덕이나 도덕성 부족으로 인해 결과를 받을 자격이 있다고 믿는다
4. 비난하는 사람들에 대한 비난: 일탈적인 사람들은 집행 인사나 피해자가 똑같이 일탈적이거나 부패한 경향이 있으며, 그 결과 반대하는 위선자라고 믿는다
5. 더 높은 충성도에 호소하세요: 일탈자는 법의 테두리를 넘어서는 충성도와 가치가 있다고 믿으며, 도덕성, 우정, 소득 또는 전통이 법적 테두리보다 일탈자에게 더 중요할 수 있다

#### 라벨링 이론
프랭크 타넨바움과 하워드 S. 베커는 상징적 상호작용주의의 핵심 측면인 라벨링 이론을 만들고 발전시켰으며, 종종 타넨바움의 "악의 극화"라고 불린다. 베커는 "사회적 집단은 위반이 일탈을 구성하는 규칙을 만들어 일탈을 창조한다"고 믿었다.
라벨링은 '사회적 청중'에 의한 사회적 반응의 과정으로, 사람들은 다른 사람을 고정관념화하여 누군가의 행동을 일탈적이거나 그렇지 않은 것으로 판단하고 그에 따라 정의(라벨링)한다. 라벨링은 "부정적인 방식으로 행동을 정의하는 신념의 발명, 선택, 조작, 사람들을 이러한 범주로 선택하는 것"으로 특징지어졌다
이와 같이 라벨링 이론에 따르면 일탈은 일탈자가 도덕적으로 열등한 것으로 라벨링되고, 일탈자가 라벨을 내재화하고, 마지막으로 일탈자가 특정 라벨에 따라 행동함으로써 발생한다고 한다(즉, ' 일탈자'로 라벨링된 개인은 그에 따라 행동하게 된다). 시간이 지남에 따라 ' 일탈자'는 라벨에 부합하는 것과 같은 일탈을 범함으로써 일탈을 구성하는 특성을 띠게 된다(따라서 청중은 라벨링을 하지 않을 수 있는 힘을 갖게 되고 라벨링을 하지 않음으로써 일탈이 발생하기 전에 그 일탈을 막을 수 있는 힘을 갖게 된다). 즉, 라벨에 대한 개인적, 사회적 집착은 일탈자가 규정된 라벨을 준수한다는 자기 충족적 예언을 따르도록 유도한다.

이 이론은 상징적인 상호작용주의 이론이지만, 지배적인 집단이 일탈적이고 허용 가능한 것을 결정할 수 있는 권한을 가지고 있고 라벨링 프로세스의 배후에 있는 힘을 누리고 있기 때문에 갈등 이론의 요소도 가지고 있다. 그 예로 절도죄로 유죄 판결을 받은 사람들에게 라벨을 붙이는 교도소 시스템이 있으며, 이로 인해 그들은 자신을 변화할 수 없는 정의상 도둑으로 간주하기 시작한다. 하워드 S. 베커는 "이러한 관점에서 볼 때"라고 말한다:
일탈은 그 사람이 저지르는 행위의 품질이 아니라 규칙과 제재를 받은 다른 사람들이 '범인'에게 적용한 결과이다. 일탈 행위는 라벨이 성공적으로 적용된 행위이며, 일탈 행위는 사람들이 라벨을 붙인 행위이다.
즉, "[특정 상황에서] 특정 사람들이 그렇게 정의하고 방해하는 경우에만 행동이 일탈적이거나 범죄가 된다." 사회가 항상 올바른 것은 아니며, 종종 사람들을 일탈자로 잘못 식별하고 잘못 표현하거나 그렇지 않은 특성으로 인한 것이라는 중요한 사실에 주목하는 것이 중요하다. 법적인 측면에서 사람들은 종종 잘못 기소되지만, 많은 사람들이 평생 그에 따른 낙인(또는 신념)을 가지고 살아야 한다.
비슷한 맥락에서 사회는 종종 이중 잣대를 사용하며, 사회의 일부 부문은 특혜를 누리고 있다. 한 집단의 특정 행동은 완벽하게 허용되거나 쉽게 간과될 수 있지만, 다른 집단에서는 같은 청중이 혐오스러운 행동으로 간주한다.
일탈의 의학화, 도덕적, 법적 일탈을 의학적 상태로 전환하는 것은 일탈을 바라보는 사회의 시각을 변화시킨 중요한 변화이다. 라벨링 이론은 도덕적으로 판단되던 행동이 이제 객관적인 임상 진단으로 변모하고 있기 때문에 이러한 변화를 설명하는 데 도움이 된다. 예를 들어, 약물 중독이 있는 사람은 "나쁘다"가 아닌 "아픈" 사람으로 간주된다

#### 1차 및 2차 일탈
에드윈 레머트는 라벨링 과정을 설명하기 위해 1차 및 2차 편차에 대한 아이디어를 개발했다. 1차 편차는 특정 방식으로 편차가 라벨링되기 전의 모든 일반적인 편차이다. 2차 편차는 개인을 일탈자로 제도적으로 식별하는 것에 대한 반응으로 1차 편차 이후에 발생하는 모든 행동이다.
행위자가 범죄(일차적 일탈)를 저질렀을 때 아무리 가벼운 범죄라도 기관은 행위자에게 사회적 처벌을 내릴 것이다. 그러나 처벌이 반드시 범죄를 멈추게 하는 것은 아니므로 행위자가 다시 같은 일차적 일탈을 저지르고 기관으로부터 더 가혹한 반응을 가져올 수 있다. 이 시점에서 행위자는 기관을 원망하기 시작하고 기관은 더 가혹하고 가혹한 억압을 가져올 것이다. 결국 전체 커뮤니티는 행위자를 일탈자로 낙인찍고 행위자는 이를 용납할 수 없지만 궁극적으로는 범죄자로서의 역할을 받아들이고 범죄자의 역할에 맞는 범죄 행위를 저지를 것이다.
1차 및 2차 일탈은 사람들이 더 어려운 범죄자가 되는 원인이다. 1차 일탈은 자백이나 신고를 통해 일탈로 분류되는 시기이다. 2차 일탈은 1차 일탈 전후의 일탈이다. 소급 라벨링은 일탈자가 1차 일탈 후 자신의 행위를 일탈로 인식할 때 발생하는 반면, 전향적 라벨링은 일탈자가 미래의 행위를 일탈로 인식할 때 발생한다. 범죄자가 되기 위한 단계는 다음과 같다:
1. 초기 일탈
2. 사회적 처벌
3. 2차 일차
4. 더 강력한 처벌
5. 처벌자에 대한 분노와 적대감의 추가 일탈
6. 커뮤니티는 일탈자를 범죄자로 낙인
7. 허용 오차 임계값 통과
8. 낙인찍기 처벌로 인한 일탈 행위 강화
9. 마지막으로, 범죄 행위자의 역할로 받아들이는 것

#### 깨진 창문 이론
깨진 창문 이론에 따르면 그래피티와 같은 경미한 범죄가 증가하면 결국 더 큰 범죄가 증가하고 조장될 것이라고 한다. 이는 경미한 형태의 일탈에 대한 치안 유지가 주요 범죄의 감소로 이어질 것임을 시사한다. 이 이론은 90년대에 뉴욕시를 포함한 다양한 환경에서 테스트되었다. 당시 뉴욕의 평균과 비교했을 때, 폭력 범죄율은 캠페인의 결과로 28% 감소했다. 이 이론을 비판하는 사람들은 치안 유지와 발생한 통계적 변화의 직접적인 인과관계에 의문을 제기한다.

#### 통제 이론
통제 이론은 개인과 사회 간의 약한 유대감이 사람들의 일탈을 자유롭게 한다는 명제를 발전시킨다. 반면에 강한 유대감은 일탈을 비용이 많이 든다고 한다. 트래비스 허쉬에 따르면 이 이론은 왜 사람들이 일탈적이거나 범죄적인 행동을 저지르는 대신 일탈적이거나 범죄적인 행동을 자제하는지에 대해 질문한다. 통제 이론은 일탈적인 행동을 억제하는 규범이 등장할 때 발전했다. 이러한 '통제'가 없다면 일탈적인 행동은 더 자주 일어날 것이다. 이는 순응과 집단으로 이어진다. 사람들은 일탈보다 순응에서 얻을 수 있는 것이 더 많다고 생각할 때 집단에 순응하게 된다. 강한 유대감이 달성되면 일탈 가능성이 약한 유대감이 발생했을 때보다 줄어들 것이다. 허쉬는 사람이 사회에 대한 유대감을 가지고 있기 때문에 규범을 따른다고 주장했다. 유대감은 기회, 애착, 신념, 관여의 네 가지 긍정적인 상관 요소로 구성된다. 이러한 유대감이 약화되거나 깨지면 반항적으로 행동할 가능성이 높아진다. 마이클 고트프레드슨과 트래비스 허쉬는 1990년에 자기 통제 이론을 창시했다. 이 이론은 자기 이익과 자기 통제를 추구하기 위해 무력 행위와 사기 행위를 수행한다고 명시했다. 일탈 행위는 범죄자 자신의 자기 통제권을 기반으로 한다.
억제 이론은 개인이 범죄에 관여하는 것을 막는 생각을 중심으로 전개되기 때문에 통제 이론의 일부로 간주된다. 무모한은 비행과 범죄의 원인을 설명하기 위한 미완성 접근 방식을 연구했다. 그는 사회적 무질서가 비행과 사회적 일탈 하에서의 범죄 연구에 포함된다는 사실을 인식하고 불안정한 지역에 사는 대다수의 사람들이 중산층 지역에 사는 사람들에 비해 범죄 성향이 없다는 주장을 펼쳤다. 이러한 주장은 사회적 무질서에 대한 더 많은 가능한 접근 방식을 열어주며, 이미 구현된 이론이 범죄와 비행에 대한 개념을 더 깊이 탐구할 필요가 있거나 더 깊은 연관성이 있음을 증명한다. 이러한 관찰을 통해 무모한 사람들은 왜 비틀거리는 (사회적) 통제를 돌파하고 다른 사람들은 그렇지 않나요? 왜 잘 통합된 사회에서는 드물게 강력한 통제의 선을 돌파할까요?"와 같은 질문을 던졌다. 무모한 사람들은 자기 통제와 사회적 통제 사이의 상호 소통이 비행 사고의 발달에 부분적으로 책임이 있다고 주장했다. 사회적 무질서는 특정 환경과 관련이 없으며 대신 개인의 사회적 통제 악화에 관여했다. 억제 이론은 모든 사람이 일탈 행위로부터 개인을 보호하는 정신적 및 사회적 보호 장치를 소유한다는 생각이다. 억제는 규범적 행동을 위해 내부 통제와 외부 통제를 분리하는 개인의 능력에 달려 있다.
로버트 크런치필드와 같은 현대의 통제 이론가들은 노동 시장 경험이 개별 근로자의 태도와 '이해'에 영향을 미칠 뿐만 아니라 순응에 대한 자녀의 관점 발달에 영향을 미치고 비행에 관여할 수 있음을 시사하며 이론을 새로운 관점으로 제시한다. 이 연구는 그가 부모의 노동 시장 관여와 자녀의 비행 사이에 유의미한 관계를 발견했지만 부모 또는 자녀의 태도의 매개 역할을 경험적으로 입증하지 못했기 때문에 현재 진행 중인 연구이다. 팀 워즈워스가 수행한 연구에서 이전에 크런치필드(1993)가 제안한 부모의 고용과 자녀의 비행 사이의 관계를 경험적으로 처음으로 보여주었다. 이 연구의 결과는 고용의 질과 비공식적 사회 통제로서의 역할을 면밀히 조사하면 사회경제적 지위와 비행 사이의 관계를 더 잘 이해할 수 있다는 생각을 뒷받침했다.

### 갈등 이론
사회학에서 갈등 이론은 사회 또는 조직이 기능하여 각 개인 참여자와 그 집단이 혜택을 극대화하기 위해 고군분투하고, 이는 필연적으로 정치적 변화와 혁명과 같은 사회 변화에 기여한다고 말한다. 일탈 행동은 일탈의 원인으로 사회 제도와 어울리지 않는 행동이다. 규범, 부 또는 지위를 변경하는 기관의 능력은 개인과 충돌한다. 가난한 사람들의 법적 권리는 무시되고 중산층도 받아들여지며, 그들은 가난한 사람들이 아닌 엘리트의 편에 서서 현상 유지를 지원함으로써 최고의 자리에 오를 수 있다고 생각한다. 갈등 이론은 범죄의 근본적인 원인이 사회 내에서 활동하는 사회적, 경제적 힘이라는 관점에 근거한다. 그러나 화이트칼라 범죄를 덜 잘 설명한다.
이 이론은 또한 강력한 사람이 범죄를 정의한다고 말한다. 이것은 이 이론이 누구를 위해 기능하는가? 이 이론에서 법은 억압의 도구이며 힘없는 사람에게는 가혹하고 힘있는 사람에게는 덜 가혹한다.

#### 칼 마르크스
마르크스는 일탈 행동에 대해 글을 쓰지는 않았지만 프롤레타리아트와 프롤레타리아트와 완제품 사이의 소외가 갈등을 일으켜 일탈 행동을 초래한다는 내용을 썼다.
많은 마르크스주의 이론가들은 자본주의 국가 이론을 주장에 채택했다. 예를 들어, 스티븐 스피처는 사회적 쓰레기와 사회적 다이너마이트에 대한 부르주아 통제 이론을 활용했고, 조지 러쉬는 노동에 대한 사회적 역량과 인프라와 관련된 다양한 처벌에 대한 분석을 제시한 것으로 알려져 있다. 그는 역사 전반에 걸쳐 더 많은 노동이 필요할 때 처벌의 심각성이 줄어들고 일탈 행동에 대한 관용이 증가한다는 이론을 세웠다. 또 다른 마르크스주의 작가인 잭 영은 현대 세계가 다양성을 인정하지는 않지만 사회적 갈등을 두려워하지 않는다는 생각을 제시했다. 그러나 후기 현대 세계는 다양성에 매우 관대한다. 그러나 정치적 올바름 운동에 대한 설명인 사회적 갈등을 극도로 두려워한다. 후기 현대 사회는 차이를 쉽게 받아들이지만 원하지 않는 것은 일탈적이고 끊임없이 처벌하고 박해하는 것으로 분류한다.

#### 미셸 푸코
미셸 푸코는 권력의 분산으로 인해 고문이 현대 사회에서 단계적으로 사라졌다고 믿었고, 일탈적인 개인에 대한 국가의 분노는 더 이상 필요하지 않았다. 오히려 현대 국가는 각 개인을 통제하는 대신 대중을 통제하는 권력의 공정성과 분산으로 찬사를 받는다.
그는 또한 기관이 규율을 통해 사람들을 통제한다는 이론을 세웠다. 예를 들어, 현대 교도소(더 구체적으로 파놉티콘)는 규율을 완벽하게 사용하여 수감자를 통제하기 때문에 이러한 기관의 모범이 될 수 있다.
푸코는 어떤 의미에서 포스트모던 사회는 개인의 자유 의지가 부족하다는 특징이 있다고 이론화한다. 지식, 규범, 가치관의 제도는 단순히 인간을 분류하고 통제하기 위해 마련된 것일 뿐이다.

#### 일탈에 대한 생물학적 이론
이탈리아 범죄학파는 생물학적 요인이 범죄와 일탈에 기여할 수 있다고 주장한다. 체사레 롬브로소는 일부 사람들이 유전적으로 범죄 행동에 취약하다는 생물학적 일탈 이론을 최초로 연구 개발한 사람 중 한 명이다. 그는 범죄자가 초기 유전적 형태의 산물이라고 믿었다. 그의 연구의 주요 영향은 찰스 다윈과 그의 진화론이었다. 롬브로소는 사람들이 타고난 범죄자이거나, 다시 말해 생물학적으로 더 원시적이고 동물적인 충동과 더 관련이 있는 덜 진화된 인간이라는 이론을 세웠다. 롬브로소는 그의 연구에서 다윈의 이론을 인용하여 일탈 행동과 관련하여 원시적인 시기 자신을 살펴봤는다. 그는 자신이 연구한 해골의 이마가 낮고 턱이 돌출되어 있다는 사실을 발견했다. 이러한 특징은 호모 네안데르탈렌시스와 같은 원시적 존재와 유사했다. 그는 태어난 범죄자의 특성이 생물학적으로 유전되기 때문에 치료할 수 있는 것이 거의 없다고 말했다. 시간이 지남에 따라 그의 연구 대부분은 반증되었다. 그의 연구는 피어슨과 찰스 고링에 의해 반박되었다. 그들은 롬브로소가 자신의 연구를 철저하게 수행할 만큼 충분한 해골을 연구하지 않았다는 사실을 발견했다. 피어슨과 고링이 해골을 스스로 연구했을 때 그들은 더 많은 실험을 통해 뼈 구조가 일탈 행동과 관련이 없다는 사실을 발견했다. 찰스 고링이 이 연구에 대해 발표한 통계 연구는 "영국 죄수"이다.

### 다른 이론
고전 범죄학파는 체사레 베카리아, 제레미 벤담, 존 하워드의 작품에서 유래했다. 베카리아는 국가에 대한 사회 계약 이론과 함께 사회에 대한 공리주의적 관점을 취했다. 그는 국가의 역할은 최대한의 사람들에게 가능한 최대 효용을 극대화하고 사회에 해를 끼치는 행동을 최소화하는 것이라고 주장했다. 그는 일탈자가 개인에게 제공하는 효용 때문에 일탈 행위(사회에 해로운)를 저지르는 것이라고 주장했다. 국가가 처벌의 고통과 다양한 일탈 행위의 효용을 일치시키면 일탈자는 더 이상 일탈 행위를 저지를 동기가 없을 것이다. (베카리아는 효용의 논리적 측정과 관련없이 처벌의 심각성을 높이면 특정 시점에 도달하면 사회적 피해의 정도가 증가할 것이므로 정당한 처벌을 주장했다.)

## 형사 사법 시스템
형사 사법 시스템에는 형식적 일탈을 강제하는 세 가지 섹션이 있다:
1. 경찰: 경찰은 법을 집행함으로써 공공 질서를 유지한다. 경찰은 상황 처리 여부와 방법을 결정할 때 개인적인 재량권을 사용한다. 연구에 따르면 경찰은 범죄가 심각하거나 행인이 출석하거나 용의자가 소수인 경우 체포할 가능성이 더 높다고 한다.[6]
2. 법원: 법원은 피고를 대리하는 변호사와 왕실을 대리하는 변호사가 법적 절차를 모니터링하는 판사의 입회하에 사건을 진술하는 적대적 절차에 의존한다. 실제로 법원은 대부분의 사건을 탄원 교섭을 통해 해결한다. 이 방법은 효율적이지만 힘이 약한 사람들이 불리한 위치에 놓이게 된다.[6]
3. 교정 시스템: 지역사회 기반 교정에는 보호 관찰 및 가석방이 포함된다.[8] 이러한 프로그램은 범죄로 유죄 판결을 받은 사람들을 감독하는 데 드는 비용을 낮추고 교도소 과밀을 줄이지만 재범을 줄이는 것으로 나타났다.[6]

처벌 대상에는 네 가지 관할권(보복, 억제, 재활, 사회 보호)이 있다. 범죄자가 직면하게 될 두 가지 형태의 정의 중 하나에 해당한다:
1. 징벌적 정의(보복 및 억제): 이러한 정의 형태는 개인이 범죄를 저지르는 결과를 겪고 개인에게 가해지는 고통이나 고통이 대중에게 숨겨져 있는 허용 가능한 행동의 경계를 정의한다.
2. 재활 정의(재활 및 사회 보호): 이러한 정의의 형태는 개인이 고정되어야 하는 특정 상황에 초점을 맞춘다.

## 같이 보기
- 이상 (인간 행동)
- 반사회적 행동
- 인격장애
  - 반사회성 인격장애
- 범죄학
- 리버틴
- 사이코패스
- 반란
- 무례
- 죄
- 사회해체론
- 사회구조
- 규범
- 사이코패스
- 금기
- 조직 내 공격적 행동
- 긍정적 일탈